# کارل بریولوف
کارل پاولوویچ بریولوف (روسی: Карл Па́влович Брюлло́в؛ ۱۲ دسامبر ۱۷۹۹ – ۱۱ ژوئن ۱۸۵۲) نقاش اهل امپراتوری روسیه بود. او از چهره‌های کلیدی گذار هنر روسیه از نوکلاسیسیسم به رمانتیسم به‌شمار می‌رود.
علیرغم تحصیل در آکادمی امپریال هنر روسیه (۱۸۰۹–۱۸۲۱)، بریولوف هرگز سبک کلاسیک آموخته شده توسط مربیان خود را نپذیرفت و توسط برادرش الکساندر بریولوف مسیر پیشرفت را پیمود. پس از مشخص شدن تمایز وی به عنوان هنرآموز مستعد و دارای قوه تخیل زیاد، روسیه را به مقصد رم ترک کرد و تا سال ۱۸۳۵ به عنوان نقاش پرتره و ژانر مشغول به کار شد. شهرت وی به عنوان یک هنرمند هنگامی که شروع به انجام نقاشی تاریخی کرد، گسترش یافت.
معروف‌ترین اثر او، آخرین روز پمپئی (۱۸۳۳–۱۸۳۰)، مجموعه ای وسیع است که در مقام مقایسه با آثار پوشکین، گوگول و با بهترین آثار روبنس و فان دیک قرار می‌گیرد. این اثر جریانی را در ایتالیا ایجاد کرد که موقعیت بریوف را به عنوان یکی از بهترین نقاشان اروپایی روزگار خود مستحکم نمود. وی پس از اتمام این کار، پیروزمندانه به پایتخت روسیه بازگشت، جایی که در میان اشراف و نخبگان روشنفکر دوستان زیادی پیدا کرد و در آکادمی هنرهای امپریال مقام بالایی کسب نمود.

## نگارخانه

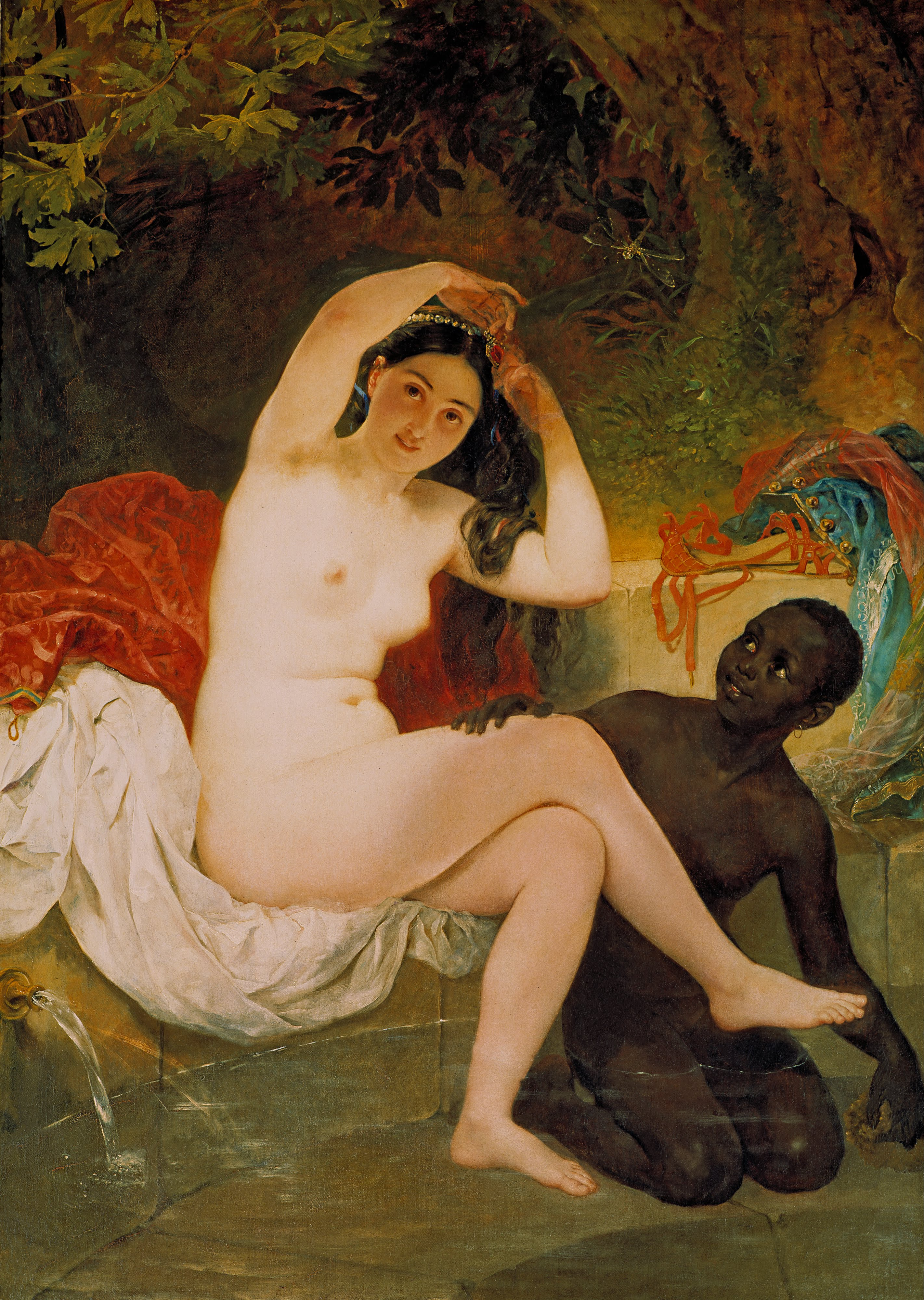
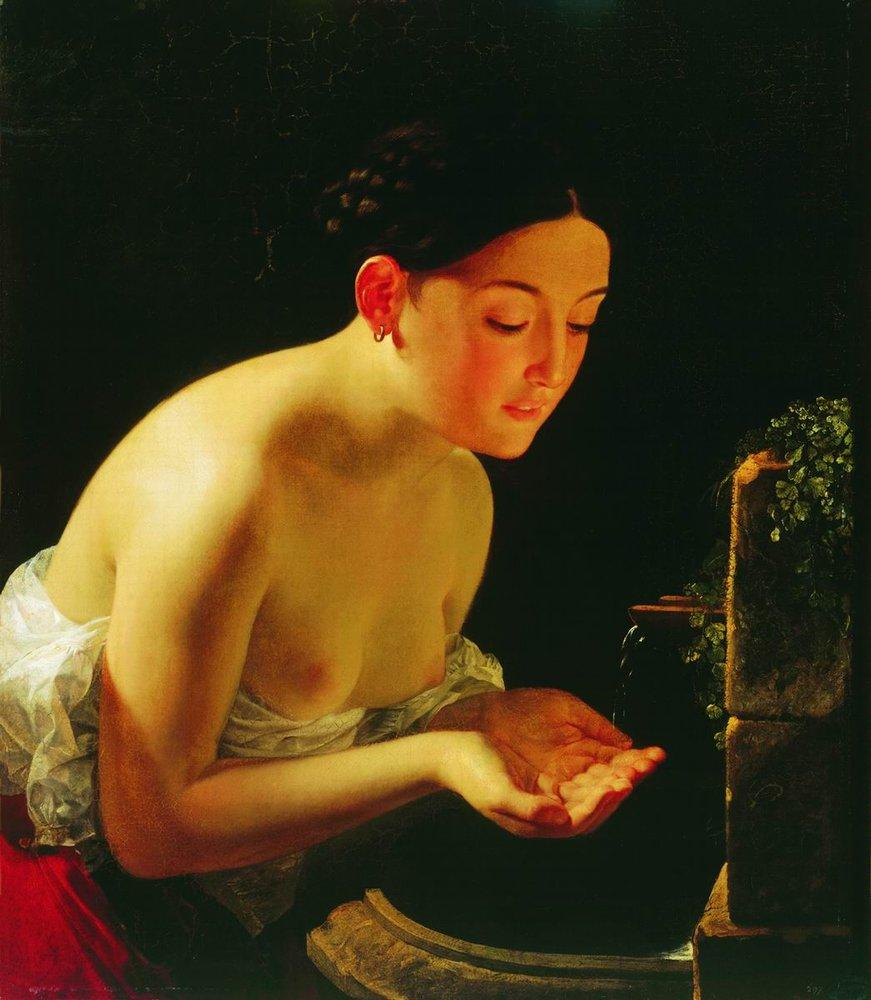
صبح ایتالیایی، ۱۸۲۳، موزه کونستاله کیل
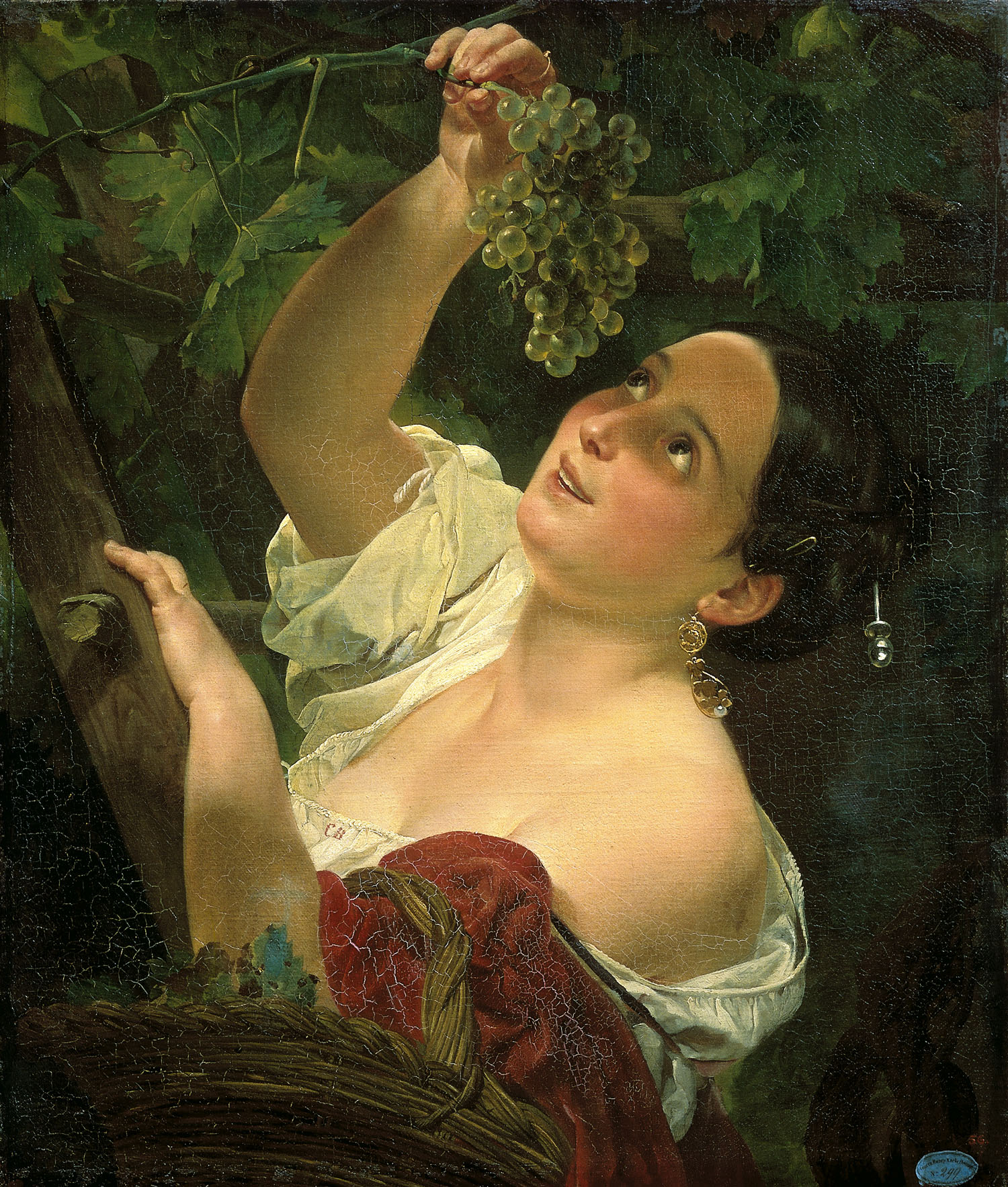
نیمه شب ایتالیایی، ۱۸۲۷، موزه روسیه
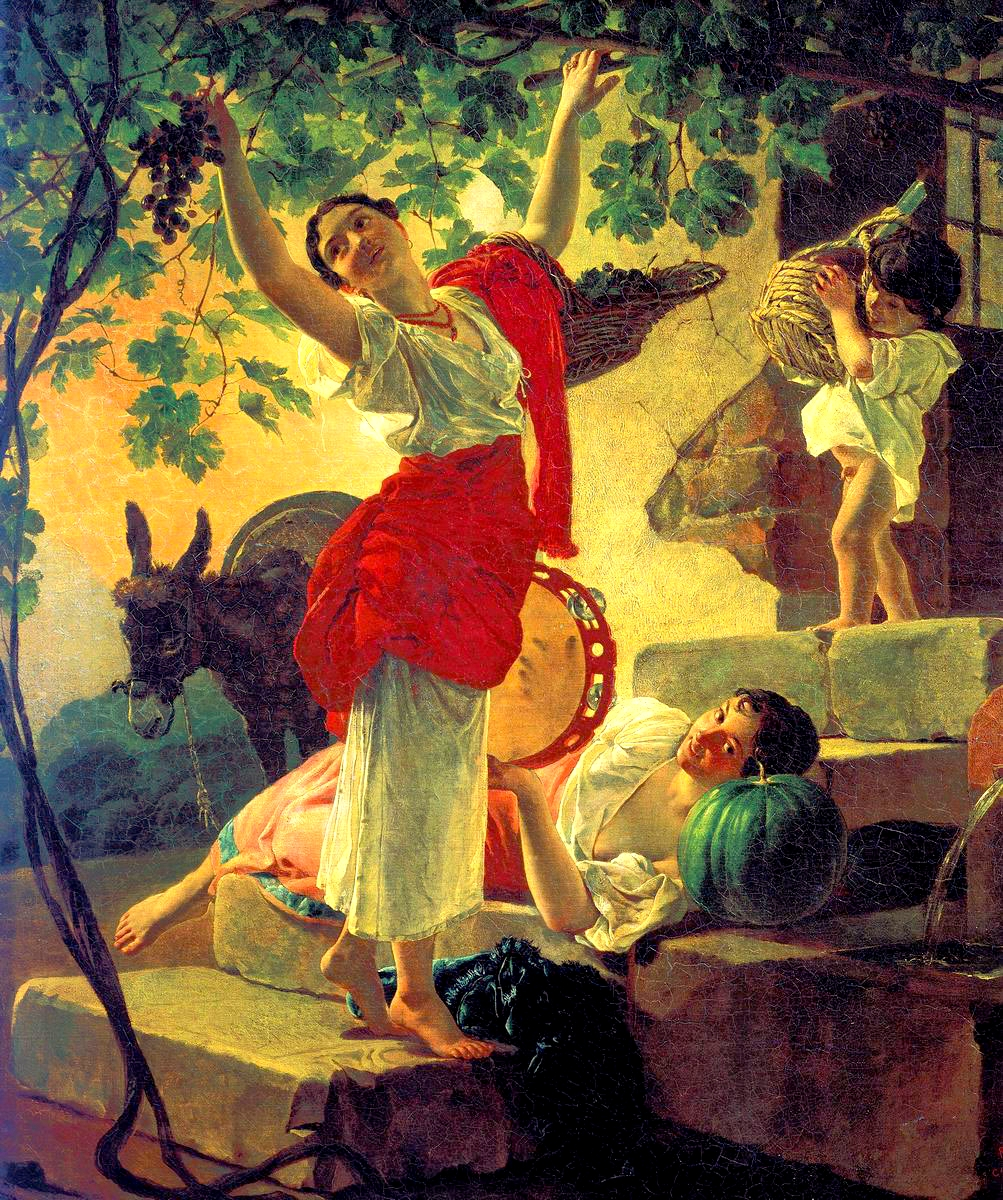
دختر، جمع آوری انگور در مجاورت ناپل، ۱۸۲۷، موزه روسیه
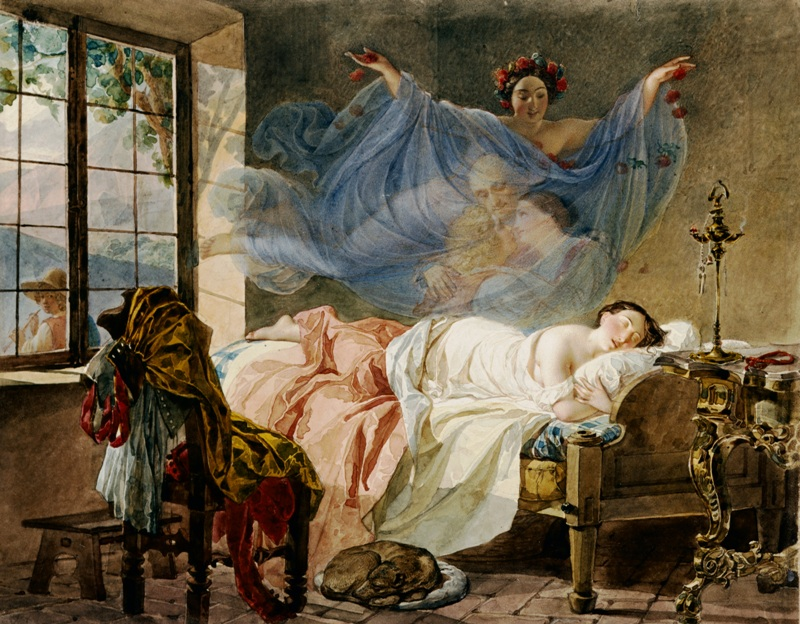
رویای یک دختر قبل از طلوع آفتاب، ۱۸۳۳-۱۸۳۰، موزه پوشکین
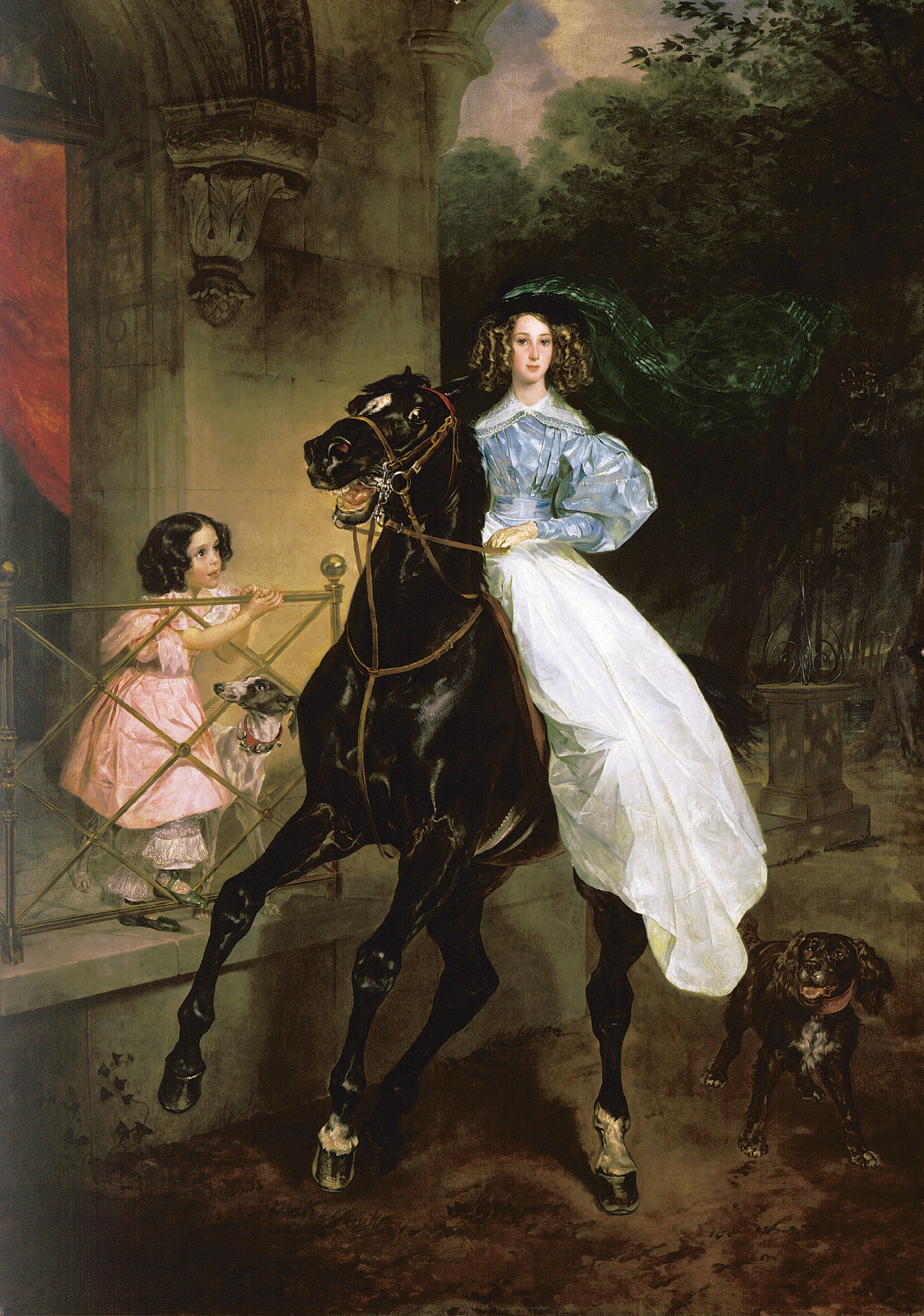
دختران پاچینی، جوانینا و امازیلیا، ۱۸۳۲، نگارخانه ترتیاکوف
واپسین روز پمپئی، موزه روسیه
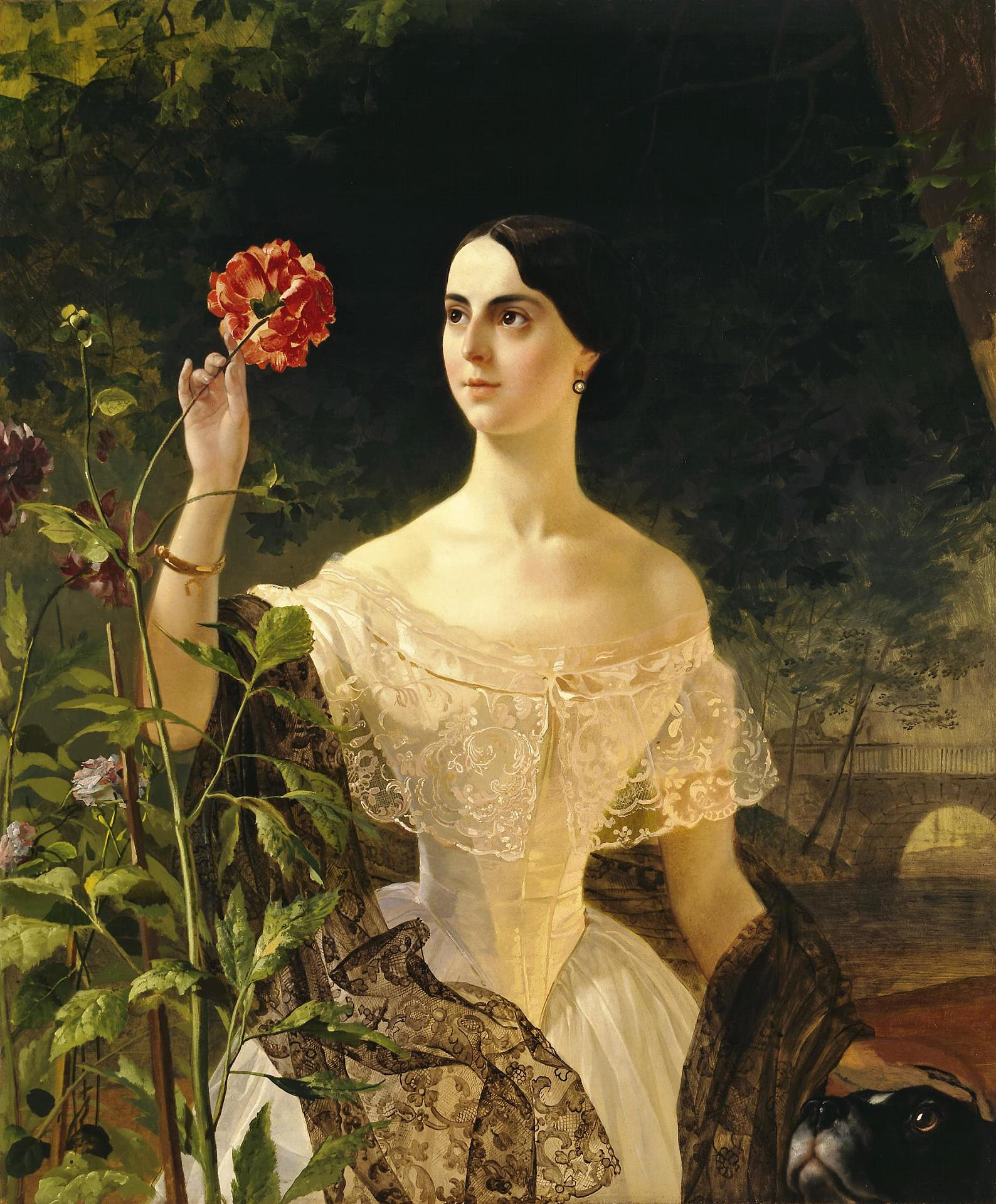
پرتره سوفیا آندروینا بوبرینسکایا، (شووالوا)، ۱۸۴۹